# البطولات الفرنسية 1932 (كرة مضرب)
هنري كوهيت وهيلين ويلز مودي فازا بأخر بطولتين لهما في فرنسا البطولات الفرنسية, وقد كانت الفوز الخامس لكوهيت والرابع لهيلين مودي.
وهنا قائمة بالبطولات الفرنسية لعام 1932 (و المعروفة الآن باسم دورة رولان غاروس) :

## الكبار

### فردي رجال
هنري كوهيت هزم  جورجيو دي ستيفانو, النتيجة:6-0, 6-4, 4-6, 6-3

### فردي سيدات
هيلين ويلز مودي هزمت  سايمون ماثيو, النتيجة:7-5, 6-1

### زوجي رجال
هنري كوهيت و جاكويز بروغنون هزما  كريسيتان بواسيس و مارسيل بيرنارد, النتيجة:6-4, 3-6, 7-5, 6-3

### زوجي سيدات
هيلين ويلز مودي و إليزابيث رايان هزمتا  بيتي نتهال و إيلين بونيت وايتنغ ستال, النتيجة:6-1, 6-3

### زوجي مختلط
بيتي نتهال و فريد بيري هزما  هيلين ويلز مودي و سيدني وود, النتيجة:6-4, 6-2